# Les Pieds nickelés (film)
Pour la bande dessinée, voir Les Pieds nickelés.
Pour plus de détails, voir Fiche technique et Distribution.
Les Pieds nickelés est un film français de comédie burlesque réalisé par Jean-Claude Chambon, sorti en 1964.
Le film est une adaptation des albums des Pieds nickelés de Louis Forton.

## Synopsis
Trois clochards en mal d’aventure et de fortune décident de tenter leur chance dans l’escroquerie. Après un premier échec dans un vol à l’étalage, ils s’emparent d’un bateau-mouche et exploitent à leur façon les touristes.

## Fiche technique
- Titre : Les Pieds nickelés
- Réalisation : Jean-Claude Chambon
- Scénario : d’après la bande dessinée Les Pieds Nickelés de Louis Forton
- Pays d'origine :  France
- Genre : Comédie, Film burlesque
- Durée : 81 minutes
- Dates de sortie : 
  -  France : 30 septembre 1964
- Affiche : Henri Cerutti (France)

## Distribution
- Charles Denner : Filochard
- Michel Galabru : Ribouldingue
- Jean Rochefort : Croquignol
- Francis Blanche : Commissaire Lenoir
- Micheline Presle : Paméla Van Der Mèche
- Jacques Jouanneau : Vergadin
- Julien Carette : Merluche
- Serge Davri : Mildiousse
- Aimé de March : le directeur de l'hôtel
- Philippe de Broca : le chauffeur de taxi
- Paul Demange : le concierge
- Budy Felis : le vendeur
- Jacqueline Huet : la speakerine
- Claude Jaeger : le mari
- Jocelyne Jeanssen : la visiteuse
- Jacqueline Jefford : Mme Temponnet
- Jacqueline Marbaux : comtesse Janopoulos
- Claude Pennec : le garçon d'hôtel
- Lucien Raimbourg : le gardien du bois
- Sybil Saulnier : la secrétaire
- Roger Trapp : M. Rondeau
- Jacqueline Vandal : la jeune fille